# Walter Bedell Smith

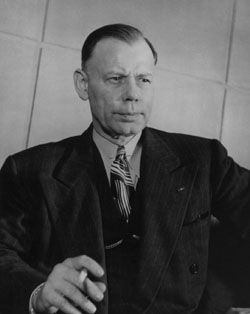
General a. D. Walter Bedell Smith

Walter Bedell „Beetle“ Smith (* 5. Oktober 1895 in Indianapolis, Indiana; † 9. August 1961 in Washington, D.C.) war Dwight D. Eisenhowers Stabschef während seiner Amtszeit als Oberbefehlshaber des Supreme Headquarters Allied Expeditionary Force und von 1950 bis 1953 Direktor des US-Geheimdienstes CIA. Außerdem fungierte er von 1946 bis 1949 als Botschafter der Vereinigten Staaten in der Sowjetunion.

## Leben
Smiths erster Dienst beim Militär war als Private in der Nationalgarde von Indiana. Während des Ersten Weltkrieges diente er in der 4. US-Infanteriedivision der US Army als Reserveinfanterist.
Als General George C. Marshall Stabschef der Army wurde, ernannte er Smith zum Assistenten des Sekretärs des Generalstabs. Im September 1941 wurde er zum Sekretär des Generalstabs und im Februar 1942 zum Sekretär der Combined Chiefs of Staff ernannt. Vor der Invasion in Nordafrika schickte ihn Marshall nach Großbritannien, wo er Stabschef von Dwight D. Eisenhower wurde. Diese Position behielt er bis zum V-E-Day inne. Als Vertreter der Alliierten unterzeichnete er am 3. September 1943 den Waffenstillstand von Cassibile mit dem Königreich Italien. Er bezeugte am 7. Mai 1945 neben anderen alliierten Kommandeuren die Abgabe der bedingungslose deutschen Kapitulation durch Jodl (Unterzeichner durch das deutsche Militär, GO) in Reims.
Smith verließ die Army, um US-Botschafter in der Sowjetunion zu werden. Er war von 1946 bis 1949 Botschafter und kehrte anschließend als Vier-Sterne-General in die Army zurück. Danach war er von 1950 bis 1953 Direktor der CIA. Am 9. Februar 1953 trat er aus der Army aus und wurde als Nachfolger von David K. E. Bruce United States Under Secretary of State. Damit war er bis zum 1. Oktober 1954 Stellvertreter von Außenminister John Foster Dulles.
Am 9. August 1961 starb Smith im Walter-Reed-Militärkrankenhaus in Washington an einem Herzinfarkt. Sein Leichnam wurde auf dem Nationalfriedhof Arlington beigesetzt.

## Auszeichnungen
Auswahl der Dekorationen, sortiert in Anlehnung der Order of Precedence of Military Awards:
- Army Distinguished Service Medal (3 x)
- Navy Distinguished Service Medal
- Legion of Merit
- Bronze Star
- Großkreuz des belgischen Kronenordens
- Großoffizier der französischen Ehrenlegion
- Croix de guerre mit Palme
- Croix de guerre mit Palme
- Knight Commander of the Order of the Bath
- Knight Commander of the Order of the British Empire
- Großkreuz des luxemburgischen Ordens der Eichenkrone
- Großkreuz des marokkanischen Ouissam Alaouite
- Großkreuz des Ordens vom Niederländischen Löwen
- Silberkreuz des polnischen Virtuti Militari
- Komtur mit Stern des Ordens der Wiedergeburt Polens
- Kutusoworden 1. Klasse
- Komtur des tschechoslowakischen Ordens des Weißen Löwen
- Großkreuz des tunesischen Orden des Ruhmes